# 野田健次郎
野田 健次郎（のだ けんじろう、1911年（明治44年）2月27日） - 1992年（平成4年）10月22日）は、三八城神社宮司であり、八戸市の郷土史家。

## 経歴
八戸町糠塚生まれ。1928年（昭和3年）に八戸水力電気に入社し、いくつかの電力会社に勤めた後に、1946年（昭和21年）に八戸市売市の天満宮宮司となり、その後三八城神社宮司となった。宮司としての仕事のかたわら、郷土史家としても同じ郷土史家の上杉修と八戸藩日記について研究活動を行った。
1950年（昭和25年）に、1744年（延享元年）の八戸藩日記の裏書部分に安藤昌益の家族構成などを記した箇所を発見。その後の資料の研究で、昌益が八戸城下で町医者を務めていたことが判明した。